# Derek Duke
Derek Duke, född 8 januari 1965, är en amerikansk kompositör som bland annat gjort sig känd för att komponerat musiken till spel som World of Warcraft, Starcraft, Overwatch och Diablo IV. 